# Louis Armstrong
Pour les articles homonymes, voir Armstrong.
Louis Armstrong (surnommé « Dippermouth », « Satchmo », « Satch » (abréviation de satchel-mouth, littéralement « bouche-sacoche ») ou « Pops ») né le 4 août 1901 à La Nouvelle-Orléans (Louisiane) et mort le 6 juillet 1971 à New York (État de New York), est un musicien et chanteur de jazz afro-américain, considéré comme un des jazzmen les plus emblématiques de l’histoire du jazz.
D'une musique de folklore afro-américaine initialement ancrée dans le gospel et le blues traditionnels et cantonnée à un terroir, Armstrong et d'autres firent un courant musical national et populaire à vocation universelle, le jazz. Au fil du temps, ce sont son timbre de voix mythique, son talent de trompettiste de génie, ses qualités d'homme de scène, son charisme, et sa personnalité généreuse qui ont forgé sa renommée internationale. Il a également popularisé un nouveau style vocal, le scat, basé sur l'improvisation. Tout cela fait de lui l'un des chanteurs et trompettistes de jazz les plus influents et emblématiques de son époque et de l'histoire du jazz. Pendant plus de quarante ans, de tournée en tournée, Louis Armstrong reste le meilleur ambassadeur du jazz à travers le monde entier.
Parmi ses principaux succès, figurent notamment ses chansons What a Wonderful World, We Have All the Time in the World ou des reprises comme Dream a Little Dream of Me, Hello, Dolly !, Go Down Moses, All of Me, C'est si bon, ou encore La Vie en rose.

## Biographie

### Enfance et adolescence
Louis Armstrong est né, probablement le 4 août 1901, dans une famille noire pauvre de La Nouvelle-Orléans, dans le quartier de Jane Alley miné par la violence et la prostitution. Son père William Armstrong (1881–1922), ouvrier dans une fabrique de térébenthine, quitte le foyer familial peu après sa naissance. Sa mère « Mary Mayann » Estelle Albert (1886–1942), originaire de Boutte en Louisiane, âgée d'environ 16 ans à la naissance de Louis, a un autre enfant un an et demi plus tard, Beatrice « Mama Lucy » Armstrong (1903–1987) ; Mayann est « bonne à tout faire » chez les blancs et doit se prostituer pour s'en sortir, si bien que Louis est élevé par sa grand-mère paternelle Joséphine (née esclave) jusqu'à l'âge de 5 ans, date à laquelle il retourne auprès de sa mère.
Enfant, il chante dans les rues de La Nouvelle-Orléans dans un petit quatuor vocal. Grandissant dans un quartier difficile, The Battlefield (le Champ de bataille),, il exerce de nombreux petits métiers (porteur de charbon, livreur de journaux, balayeur de tombes) pour aider sa famille. À six ans, il fréquente la Fisk School for Boys, une école acceptant les enfants noirs dans le système de ségrégation raciale de la Nouvelle-Orléans.
En raison d’actes de délinquance (notamment des vols de journaux), il est plusieurs fois envoyé dans un foyer pour enfants afro-américains abandonnés : le "Colored Waifs' Home",. Selon les fichiers de la police, il y fait un long séjour après avoir tiré un coup de feu en l’air avec le pistolet de son beau-père pour fêter la nouvelle année, le 31 décembre 1912.
Il apprend à jouer du cornet à pistons dans l’orchestre de ce foyer, grâce à son premier instrument offert par ses voisins Karnofsky, des tailleurs et ferrailleurs, une modeste famille juive russo-lituanienne d'origine hassidique qui s'est prise d'affection pour l'enfant. Armstrong travaille avec leurs deux fils, Morris et Alex, à ramasser des « chiffons et des os » et à livrer du charbon. Il est un invité régulier à leur table et au sein de leur foyer pendant des années, ce qui lui donne, entre autres, une connaissance courante de la langue yiddish et de quelques berceuses russes. Jusqu'à la fin de ses jours, il portera un collier avec une étoile de David, en signe de gratitude envers cette famille juive qui est la seule qui l'ait véritablement élevé et dont il reconnaît dans ses écrits et mémoires qu'elle lui a appris « comment vivre — la vraie vie et la détermination », à chanter « du fond du cœur » et a été le déclencheur de sa réussite,,,. Armstrong y décrit également sa découverte de la discrimination antisémite exercée par « d'autres blancs » qui estimaient qu'ils étaient meilleurs que les juifs : « Je n'avais que sept ans mais je pouvais facilement voir le traitement impie que les blancs infligeaient à la pauvre famille juive pour laquelle je travaillais ».
Quand Armstrong a onze ans, il abandonne l'école. Sa mère emménage dans une maison d'une pièce dans la rue Perdido avec son fils, Lucy et son conjoint de fait, Tom Lee, à côté de son frère Ike et de ses deux fils, soit sept personnes. La vie à la maison est spartiate : les matelas sont absents, les repas ne sont souvent guère plus que du pain et de la mélasse et les châtiments corporels sont de mise.
Une fois libéré du foyer pour délinquants en juin 1914, Armstrong est sous la garde de son père et de sa nouvelle belle-mère, Gertrude. Il vit dans ce ménage avec deux demi-frères pendant plusieurs mois. Après que Gertrude donne naissance à une fille, il se rend compte que son père ne l'a jamais accueilli et retourne alors chez sa mère, Mary Albert. Dans sa petite maison à The Battlefield, il doit partager un lit avec sa mère et sa sœur. Dans ce quartier, il est livré à d'anciennes tentations mais il cherche du travail en tant que musicien et trouve un emploi dans une salle de danse appartenant à Henry Ponce qui avait des liens avec le crime organisé. Il rencontre le batteur Black Benny qui devient son guide et garde du corps. Vers l'âge de quinze ans, il tombe amoureux d'une jeune prostituée nommée Nootsy mais cette relation échoue après qu'elle a poignardé Armstrong à l'épaule et que sa mère l'a étouffée presque à mort.

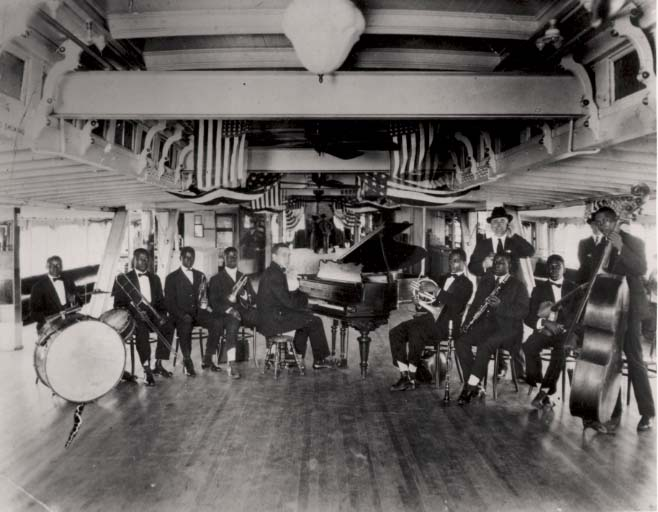
Avec le Fate Marable's New Orleans Band, sur les bateaux à roues à aubes du fleuve Mississippi vers 1918.

Il étudie brièvement la gestion de la navigation au collège communautaire local mais est contraint d'abandonner après avoir été incapable de payer les frais de scolarité.
Il joue du cornet dans les cabarets du quartier chaud de Storyville. Il y entend des spasm bands, des groupes dont les instruments sont des objets ménagers. Il entend également les premiers sons de jazz de groupes qui jouent dans des dancings et des maisons closes comme celle où King Oliver se produit, qu'il rencontre et qui lui donne des conseils. Armstrong le remplace un temps dans l'orchestre du tromboniste Kid Ory sur le riverboat Capitol. Il assiste aux parades des brass bands et écoute les vieux musiciens dès qu’il en a l’occasion, apprenant de Bunk Johnson à jouer à l'oreille, de Buddy Petit et par-dessus tout de Joe King Oliver. Il joue à partir de 1918 dans les brass bands avec l'orchestre réputé de Fate Marable sur les bateaux à roues à aubes qui remontent le Mississippi.

### Des années 1920 aux années 1940

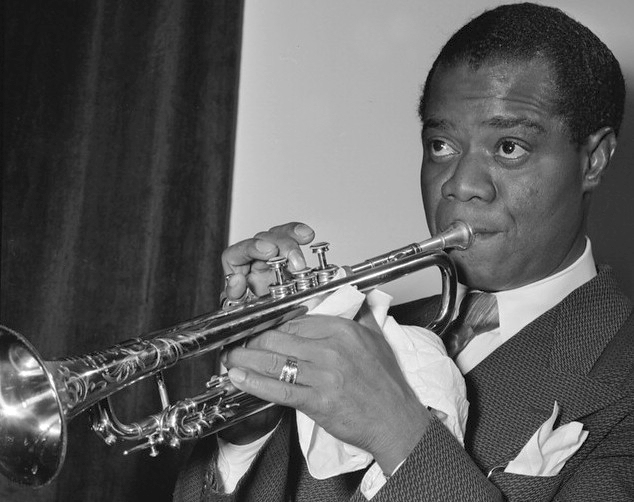
Vers 1940.

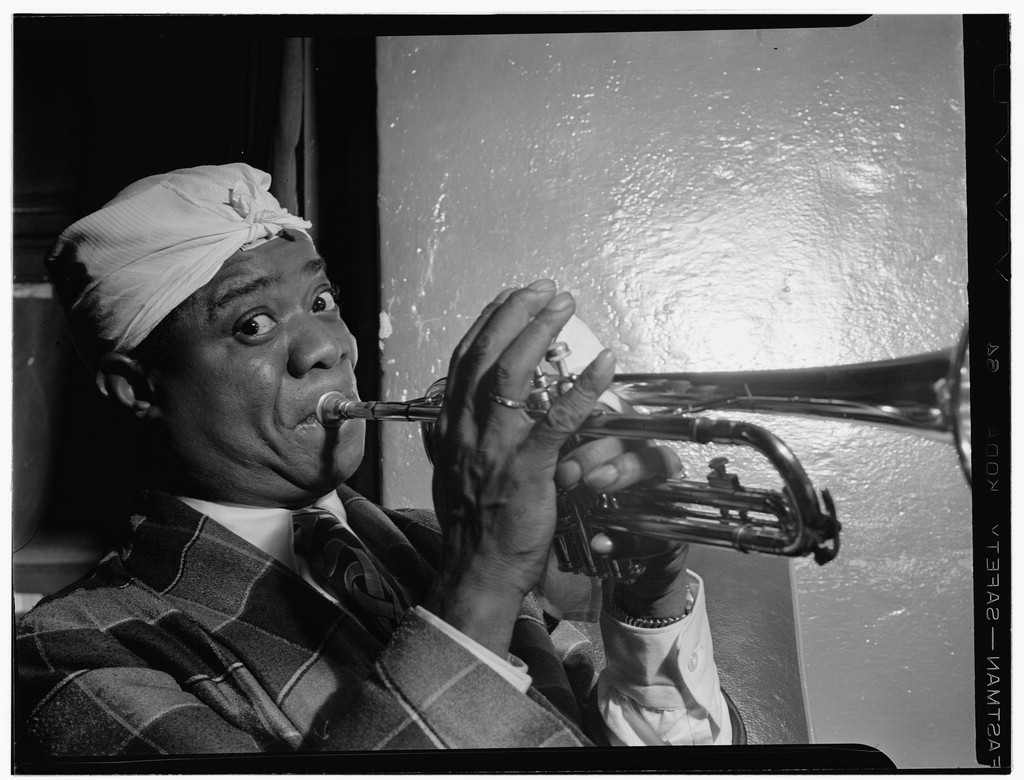
Au club de jazz Aquarium de la 52e rue de Broadway à Manhattan de New York en 1946.

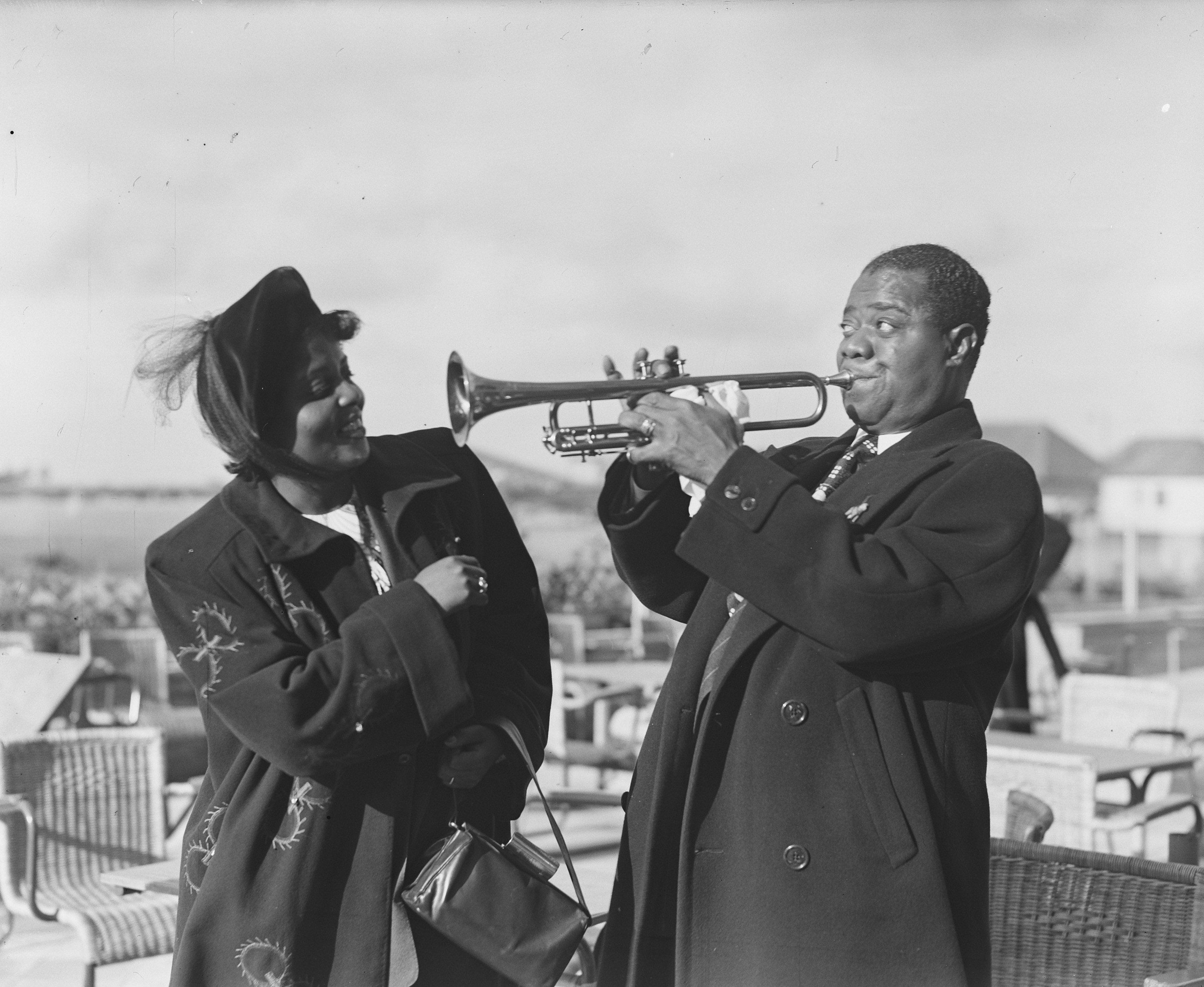
Avec son épouse Lucille Wilson en 1949.

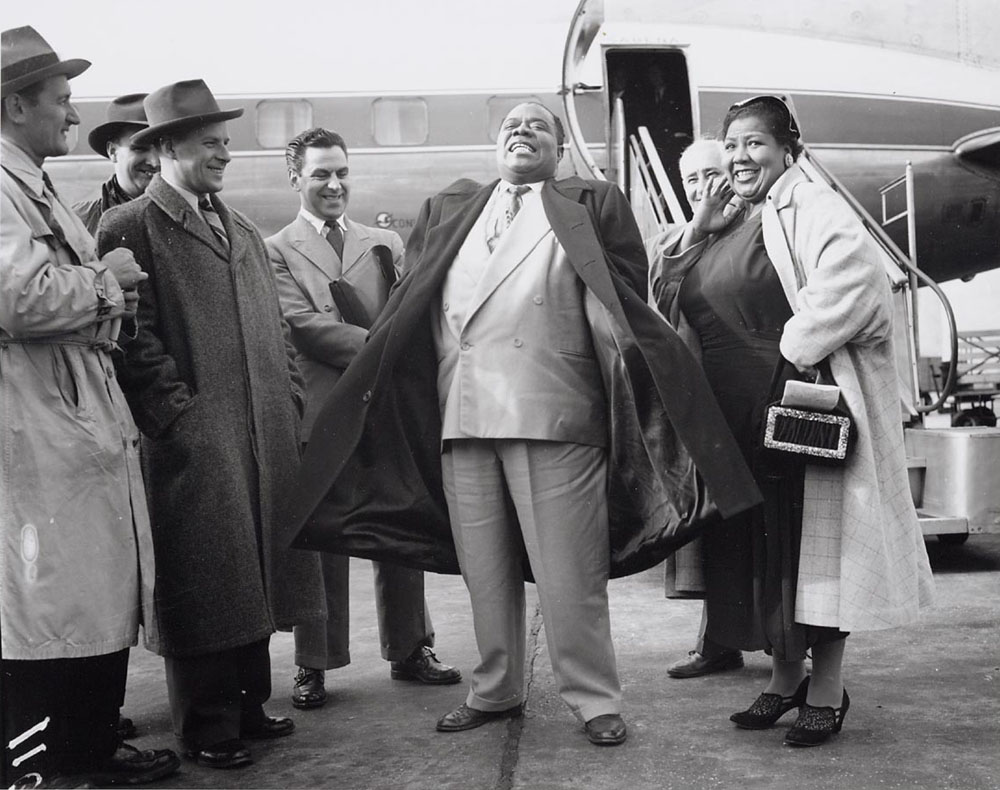
A l'aéroport d'Amsterdam-Schiphol en 1952.

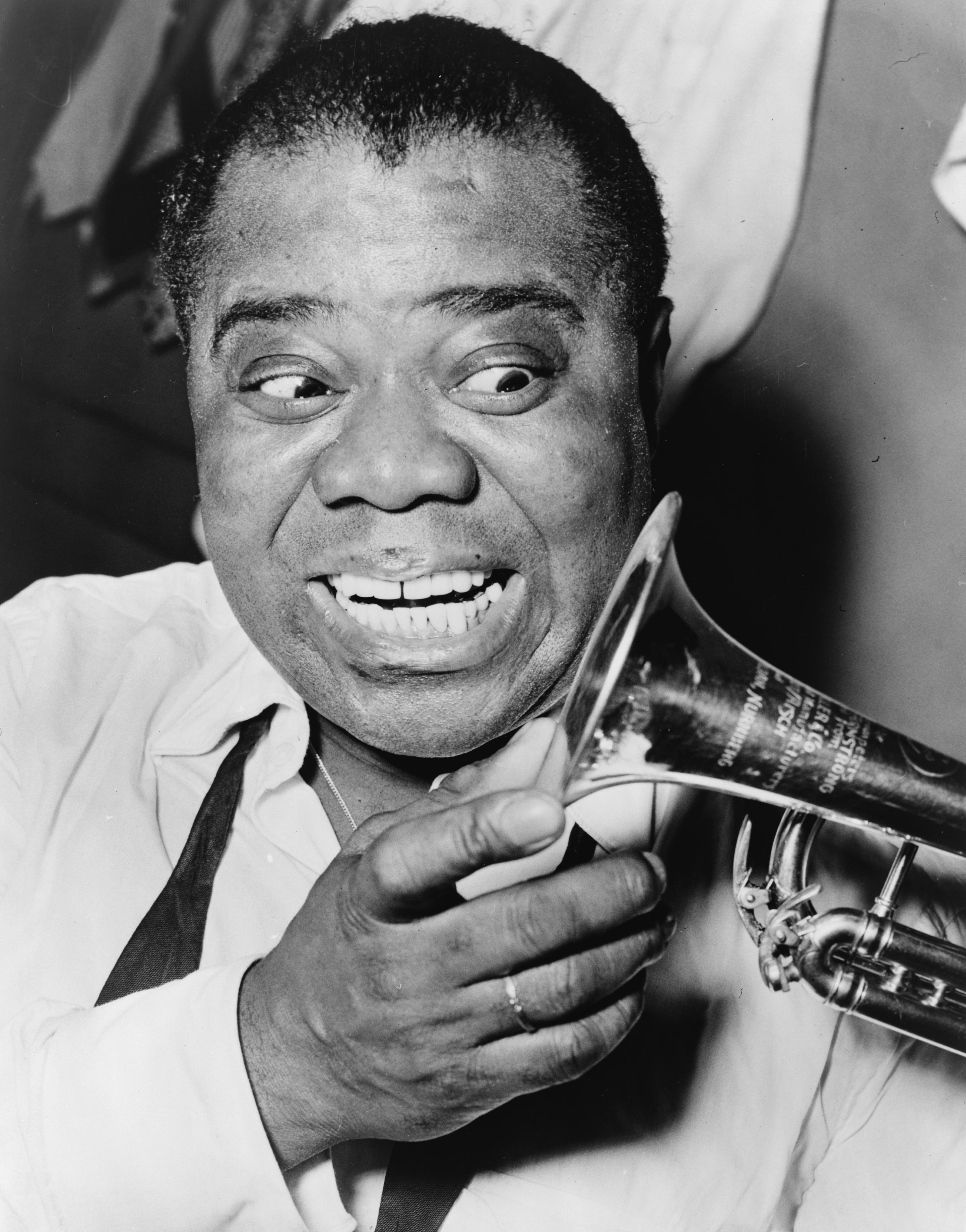
En 1953.

Alors qu'il se produit dans un bar mal famé de la petite ville de Gretna en Louisiane, Armstrong rencontre une entraîneuse, Daisy Parker. D'abord client de cette prostituée, il en tombe amoureux. Ils se marient le 19 mars 1918. Leur mariage dure quatre ans, « quatre années de torture et de passion » (marquées par de nombreuses scènes de violence et de jalousie), avant de se solder par un divorce le 18 décembre 1923.
Tout au long de son expérience en bateau fluvial, la musicalité d'Armstrong a commencé à mûrir et à se développer. À vingt ans, il savait lire la musique. Il devient l'un des premiers musiciens de jazz à jouer de longs solos de trompette, qui reflètent sa personnalité et participent de son propre style. Il commence également à chanter.
En 1922, Louis, après la fermeture de Storyville en 1917, accompagne la grande migration afro-américaine pour le nord des États-Unis et se rend à Chicago, où il est engagé comme second trompettiste par Joe « King » Oliver dans son Creole Jazz Band. Chicago devient dès lors le cœur battant du style New-Orleans. Dans ce contexte bouillonnant, il y enregistre ses premiers disques. Il travaille avec le batteur et chef d'orchestre Ollie Powers avant d'être engagé l'année suivante dans l'un des Big bands phares de New York, celui de Fletcher Henderson,.
Il épouse en février 1924 la pianiste Lil Hardin et se fait l'accompagnateur attitré de quelques grandes chanteuses de blues comme Bessie Smith ou Ma Rainey, puis enregistre quelques morceaux avec le pianiste Clarence Williams avant d'intégrer la formation de sa femme, les Dreamland Syncopators. Il retourne à Chicago et enregistre pour la firme Okeh records le 12 novembre 1925 la toute première séance du Hot Five en compagnie de Lil Hardin au piano, Johnny Dodds à la clarinette, Baby Dodds à la batterie et Kid Ory au trombone.
Il joue dans l'orchestre d'Erskine Tate, le Vendome Orchestra, joue à l'occasion avec Clarence Jones et Carroll Dickerson (en) avant de former le Hot Seven, et d'enregistrer jusqu'en décembre 1928 quelques-uns des grands classiques du jazz comme Potato Head Blues (en), Muggles (recording), Fireworks, et surtout deux chefs-d'œuvre, West End Blues (28 juin 1928) et Tight Like This (12 décembre 1928) chez la firme Okey ; le jeu de Louis à la trompette est révolutionnaire ; son introduction virtuose dans West End Blues demeure l'une des plus célèbres de l’histoire du jazz et reste un modèle pour les générations suivantes d'instrumentistes, dont beaucoup l'apprendront par cœur et la joueront à la note près.
Armstrong repart pour New York en 1929, puis pour Los Angeles en 1930, et effectue une tournée en Europe. En 1935, il se rompt l'orbicularis oris, un muscle labial, et il est contraint de mettre sa carrière de trompettiste entre parenthèses pendant un an. Les lèvres meurtries, il ne retrouvera jamais sa virtuosité. Après avoir passé de nombreuses années sur la route, il s'installe définitivement dans le Queens à New York en 1943, dans une maison devenue depuis le musée Louis Armstrong. Bien que soumis aux vicissitudes de Tin Pan Alley et au fait que la production musicale de l’époque soit dirigée par des gangsters, il continue à développer ses qualités de musicien.
Pendant les trente années qui suivent, Louis Armstrong joue en moyenne plus de 300 concerts par an. À cette époque, il devient l'un des plus grands vendeurs de disques des États-Unis auprès des Afro-Américains mais aussi de la classe moyenne blanche. Au cours des années 1940, les réservations pour les orchestres diminuent progressivement à cause des changements de goût du public : les salles de bal ferment et la concurrence de la télévision et des autres genres de musique se fait de plus en plus forte. Il devient impossible d'entretenir un orchestre de tournée de seize musiciens.
Le 28 février 1948, Suzy Delair chante C'est si bon à l'Hôtel Negresco lors du premier Nice Jazz Festival. Louis Armstrong est présent et adore la chanson. Le 26 juin 1950, il enregistre la version américaine de la chanson (paroles anglaises de Jerry Seelen) à New York avec l'orchestre de Sy Oliver. À sa sortie, le disque connaît un succès mondial et la chanson est ensuite reprise par les plus grands chanteurs internationaux.

### The All Stars
Vers 1950, Louis Armstrong réduit son groupe à six membres, revenant au style Dixieland qui l'a rendu célèbre à ses débuts. Ce groupe est appelé « the Pom pom boys » et y jouent des musiciens tels que Barney Bigard, Jack Teagarden, Trummy Young, Arvell Shaw (en), Marty Napoleon (en), Big Sid Catlett ou Barrett Deems. À cette époque, il enregistre beaucoup et apparaît dans plus de trente films. En 1964, il enregistre son titre le plus célèbre et le plus vendu, Hello, Dolly !
Louis Armstrong continue ses tournées à un rythme effréné et ne s’arrête que quelques années avant sa mort. Dans ses dernières années, il joue parfois l’un de ses nombreux concerts par cœur, mais d’autres fois, il électrise le concert le plus mondain de son jeu vigoureux, souvent à l’étonnement de son groupe. Il effectue également des tournées à succès en Afrique, en Europe et en Asie avec le soutien du département d'État américain et il est bientôt surnommé « Ambassador Satch ». En dépit d’une santé fragile durant les dernières années de sa vie, il continue à jouer jusqu'à sa mort.

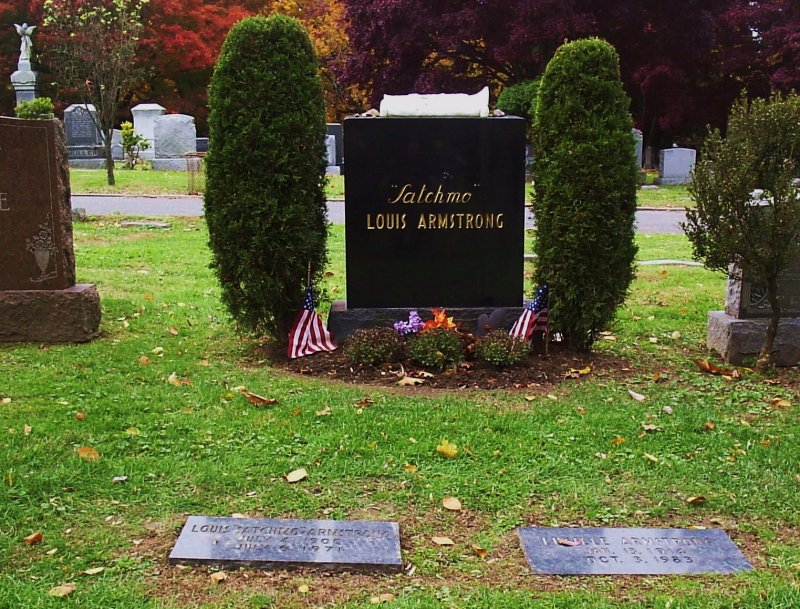
Pierre tombale de Satchmo Louis Armstrong au cimetière de Flushing de New York.

### Drogue
Louis Armstrong avait pris l'habitude de consommer de la marijuana qu'il transportait dans deux étuis à trompette. Au début des années 50, prétextant une douleur à l'épaule, il fit porter ses étuis par Richard Nixon (alors membre du congrès) qui avait sollicité l'honneur d'être assis à ses côtés dans l'avion.

### Mort
Louis Armstrong meurt d’un arrêt cardiaque pendant son sommeil à son domicile de New York (devenu depuis le musée Louis Armstrong) le 6 juillet 1971, à l’âge de 69 ans, onze mois après son célèbre show à l’Empire Room du Waldorf-Astoria. Il est inhumé au cimetière de Flushing à New York.

## Postérité

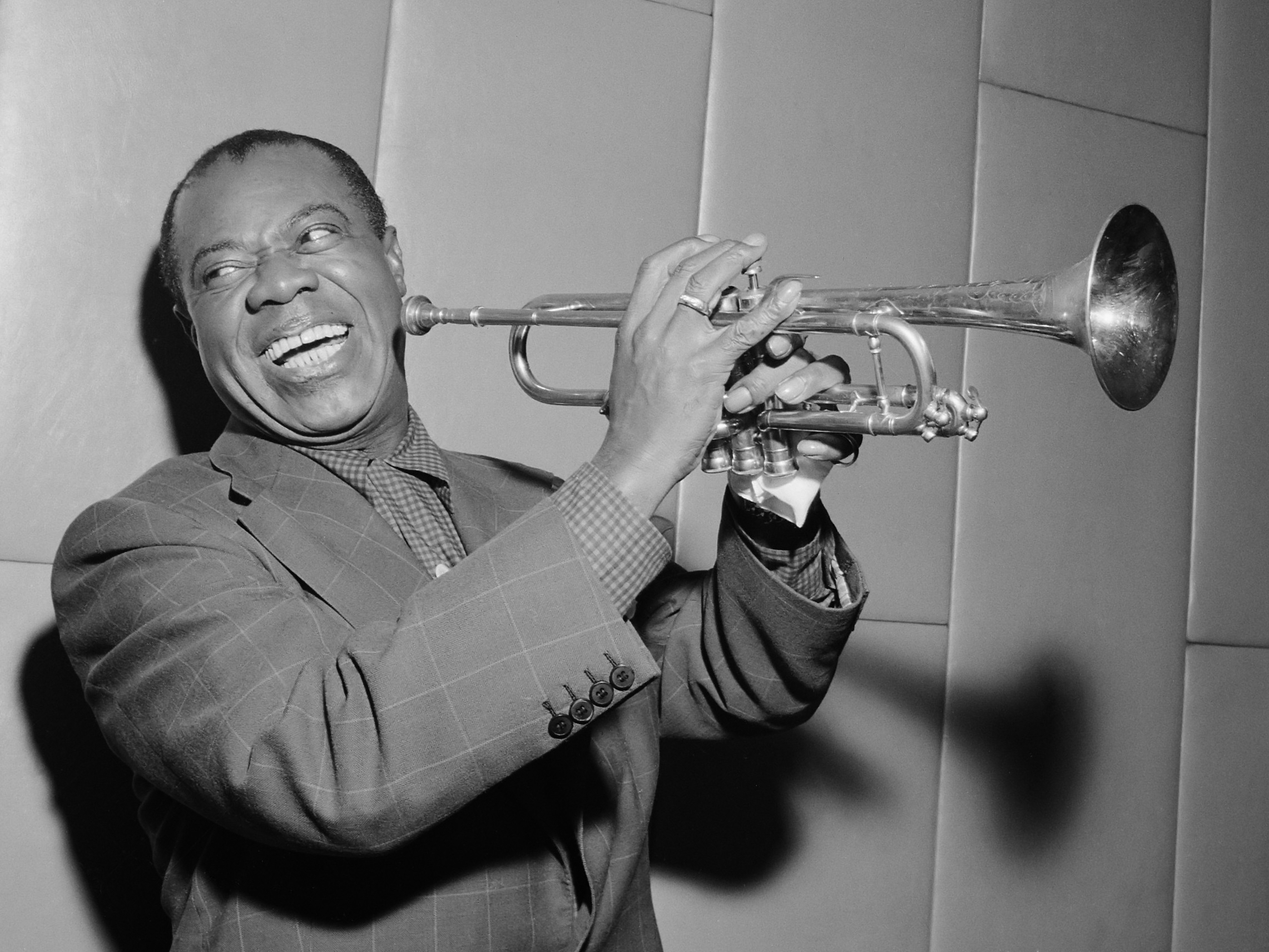
En 1955.

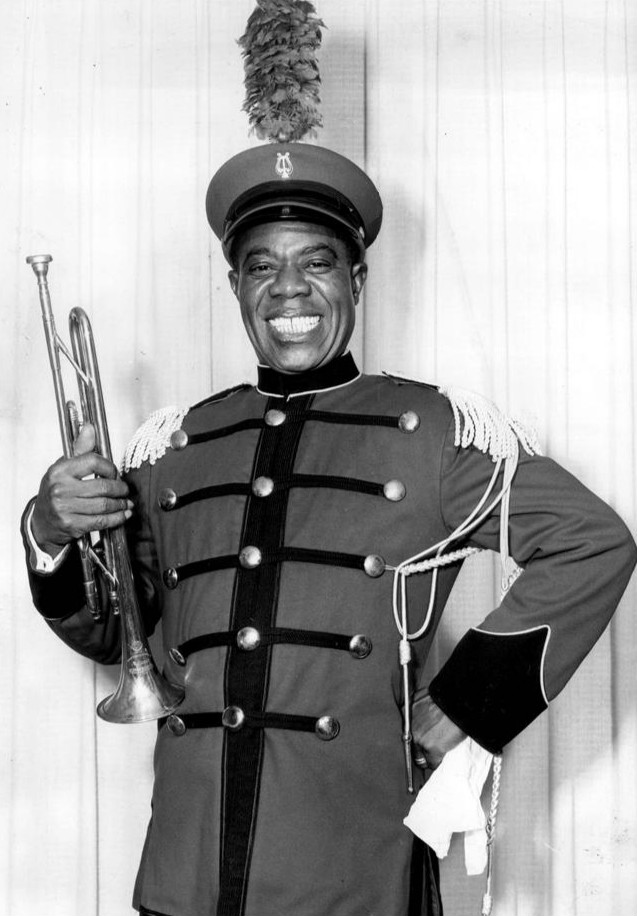
En 1956.

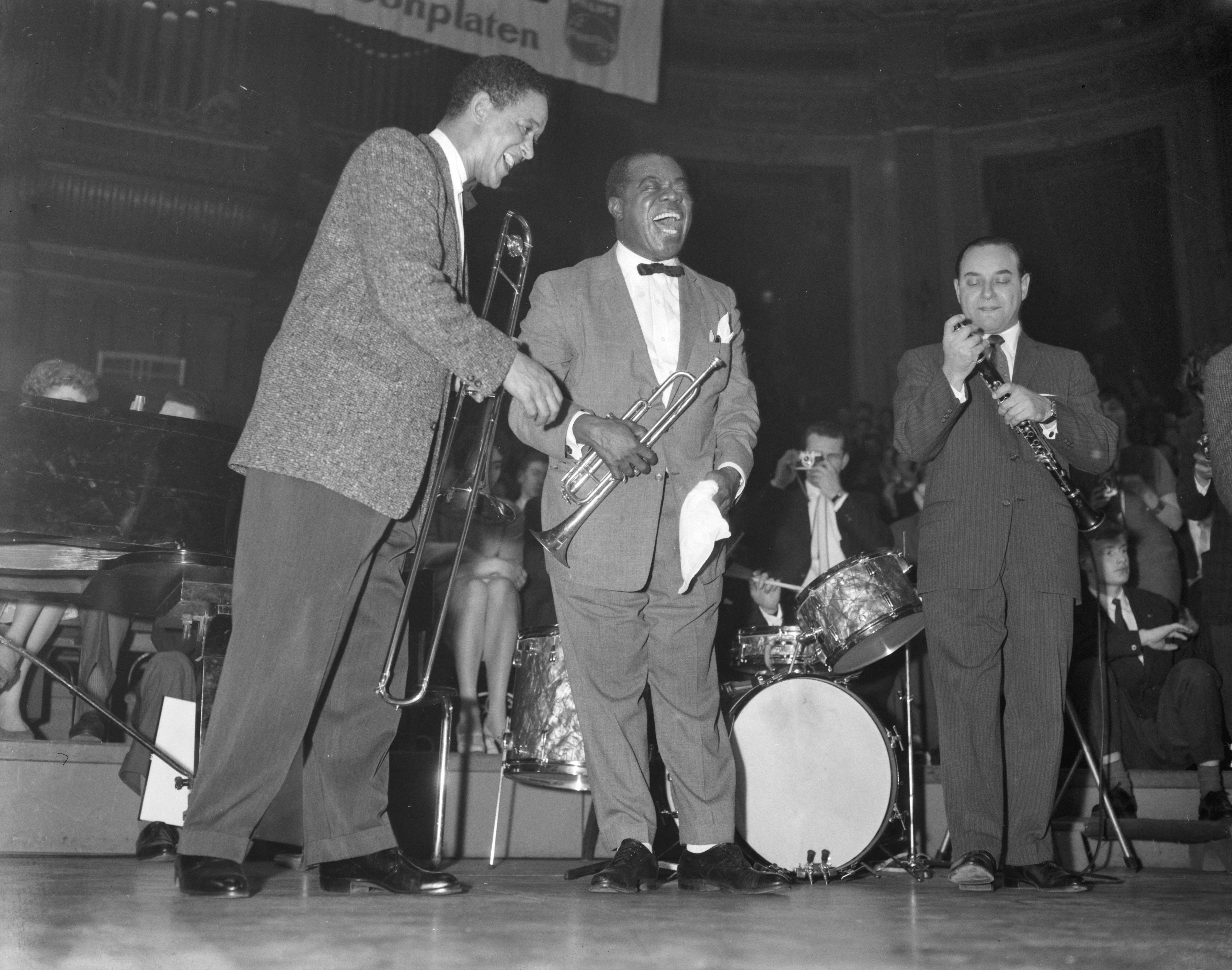
En concert au Concertgebouw d'Amsterdam en 1959.

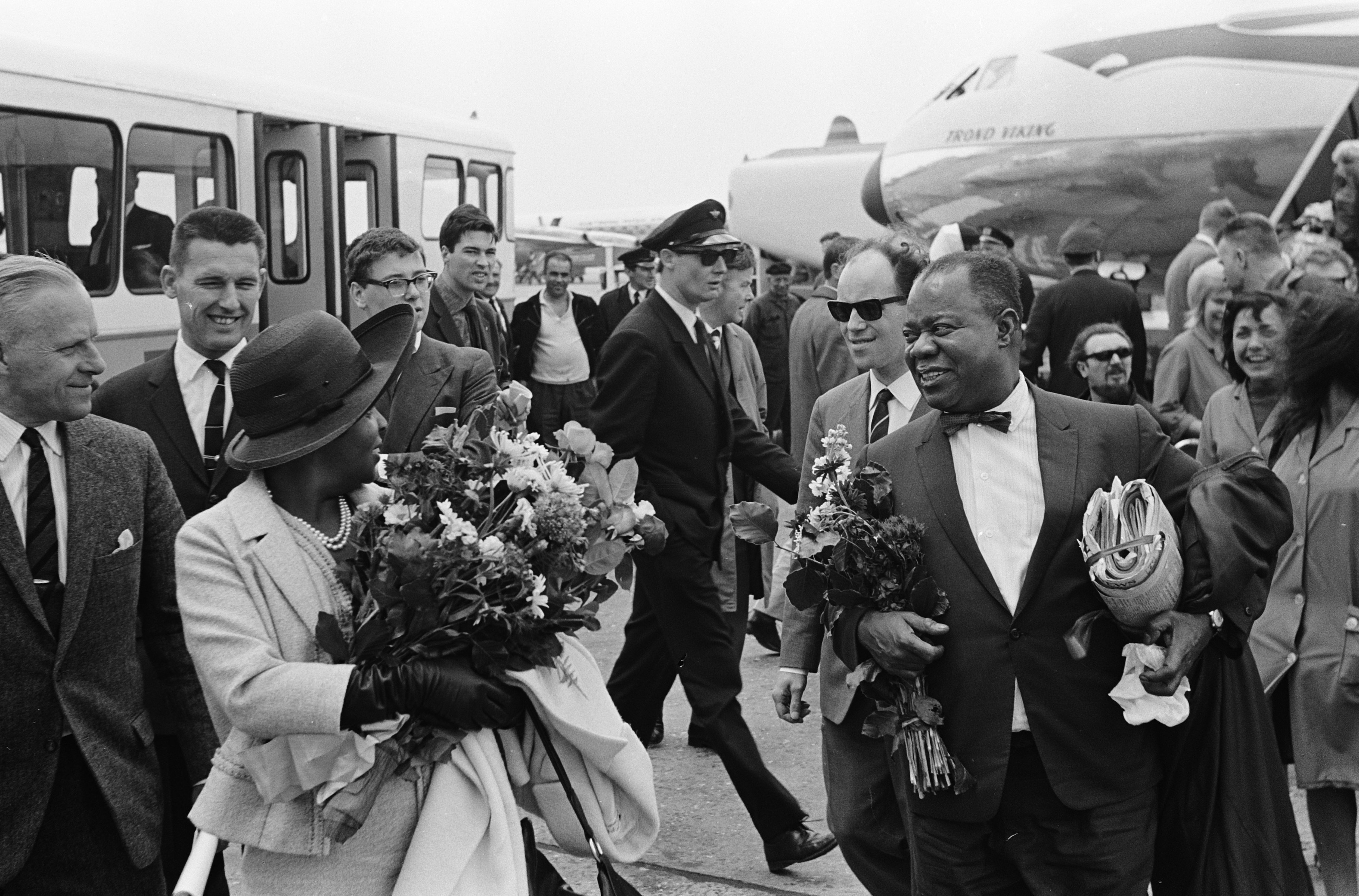
En 1965.

L'influence d'Armstrong sur le développement du jazz est remarquable. Son charisme d'homme de scène et de personnalité publique était si fort vers la fin de sa carrière qu'il éclipsait parfois ses contributions de musicien ou de chanteur.
Armstrong était un virtuose de la trompette et un improvisateur inspiré. Grâce à son jeu, la trompette est devenue un instrument soliste de jazz. Il était également un accompagnateur et un musicien d'ensemble.
Armstrong peut être considéré comme un des inventeurs du jazz chanté. Il jouait de sa voix rauque si reconnaissable dans l'improvisation, liant les paroles et la mélodie des chansons de manière expressive. Il était également doué pour le scat (jazz vocal), dont il s'est servi pendant l'enregistrement de Heebie Jeebies lorsque ses partitions tombèrent au sol et qu'il entonna alors un chant composé d'onomatopées (comme on avait coutume de le faire à La Nouvelle-Orléans). Si, contrairement à l'idée reçue, il n'a pas inventé le scat, il fut en revanche le premier à inclure une improvisation en scat dans un titre. Billie Holiday et Frank Sinatra reprirent ensuite ce principe.
Armstrong fit de la figuration dans plus d'une douzaine de films hollywoodiens mineurs, jouant généralement un chef d'orchestre de jazz ou un musicien. Il fut le premier Afro-Américain à organiser une émission de radio nationale dans les années 1930. Il a également fait des apparitions télévisées, particulièrement dans les années 1950 et 1960, et notamment dans The Tonight Show Starring Johnny Carson. Louis Armstrong a une étoile à son nom sur le Walk of Fame d'Hollywood, au 7601 Hollywood Boulevard.
De nombreux enregistrements d'Armstrong continuent à être populaires. Des enregistrements datant des différentes périodes de sa carrière sont désormais plus facilement accessibles que lorsqu'il était en vie. Ses chansons sont diffusées et écoutées tous les jours dans le monde entier et sont mises à l'honneur dans des films, des séries télévisées, des publicités et même dans des dessins animés ou des jeux vidéo (Fallout 2, notamment, a A Kiss to Build a Dream on pour musique d'introduction). Son enregistrement de 1923 avec Joe Oliver et son Creole Jazz Band est écouté comme une référence en matière d'ensembles de jazz Nouvelle-Orléans. Très souvent, néanmoins, Armstrong enregistra avec des orchestres standards, où seul son jeu de trompette était intéressant. Melancholy Blues, joué par Armstrong et les Hot Seven (en), fait partie des enregistrements sonores embarqués à bord des sondes Voyager envoyées dans l'espace.
Armstrong prit des dispositions pour qu'après sa mort et celle de sa femme Lucille, une fondation pour l'éducation musicale des enfants défavorisés soit créée, et pour que sa maison et des archives substantielles d'écrits, de livres, d'enregistrements et de souvenirs soient léguées au Queens College de la City University of New York.
Les archives « Louis Armstrong » sont accessibles aux chercheurs en musicologie, et sa maison, transformée en musée, a ouvert ses portes au public le 15 octobre 2003.L'écrivain argentin Julio Cortázar, se décrivant lui-même comme un admirateur d'Armstrong, affirme qu'en 1952, le concert de Louis Armstrong au théâtre des Champs-Élysées à Paris l'a inspiré pour imaginer des créatures appelées Cronopios, sujets de nombre de ses nouvelles. Cortázar qualifia un jour Louis Armstrong de Grandísimo Cronopio (grandissime Cronopio).

## Personnalité

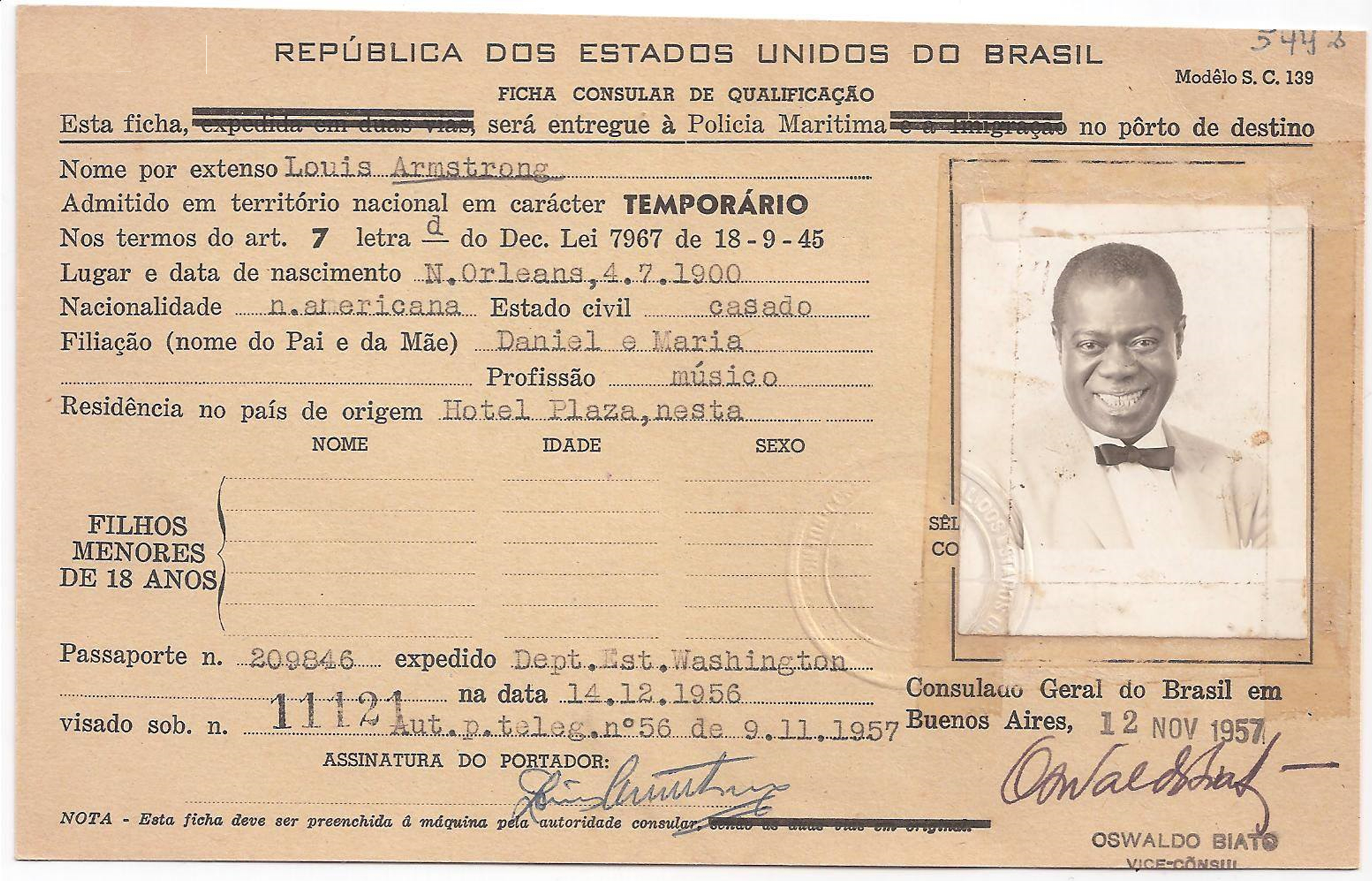
Passeport de Louis Armstrong au Brésil en 1957, lors de sa rencontre avec Pixinguinha (archives nationales du Brésil).

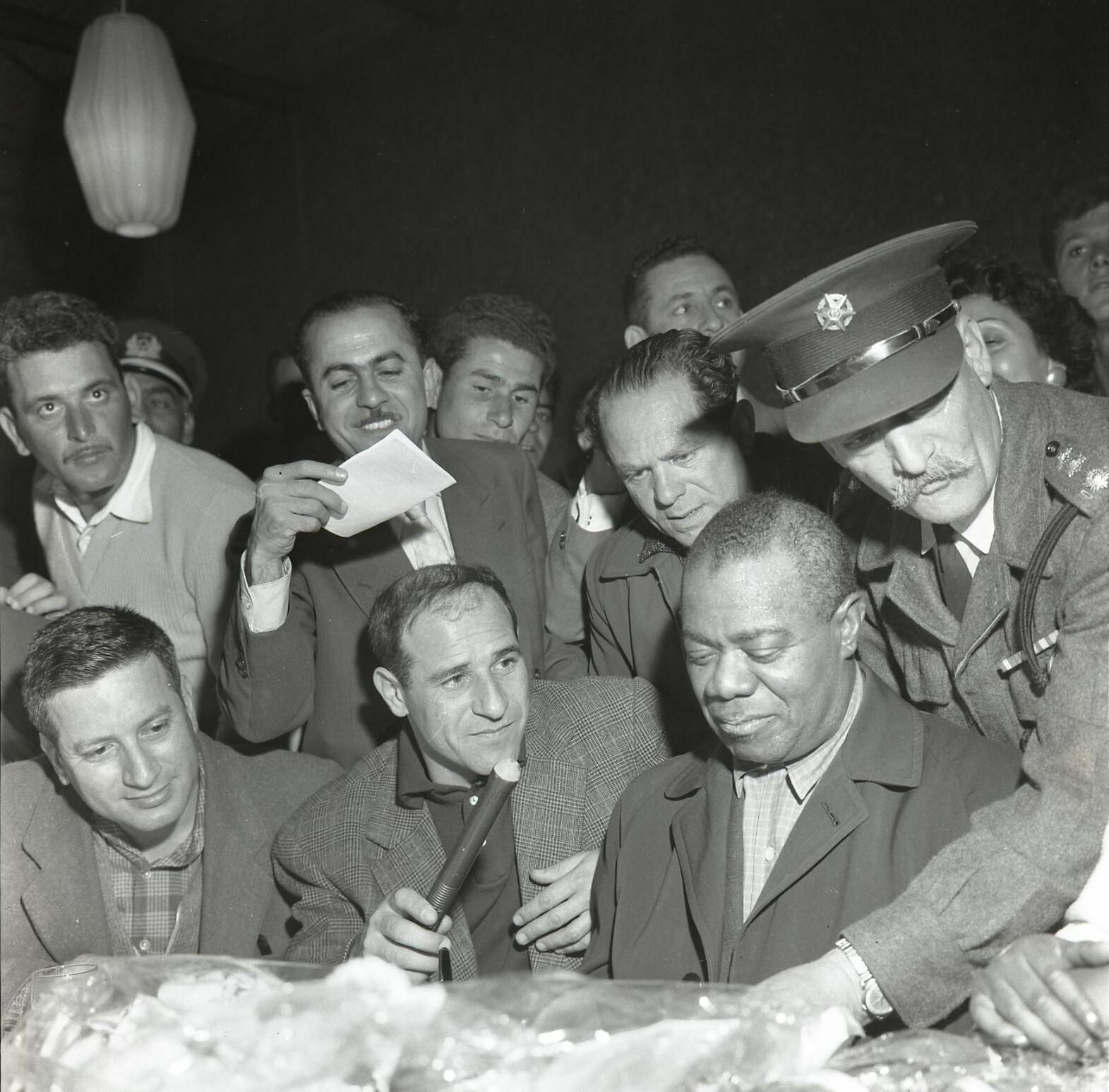
Visite de Louis Armstrong à Tel Aviv en Israël, avril 1959.

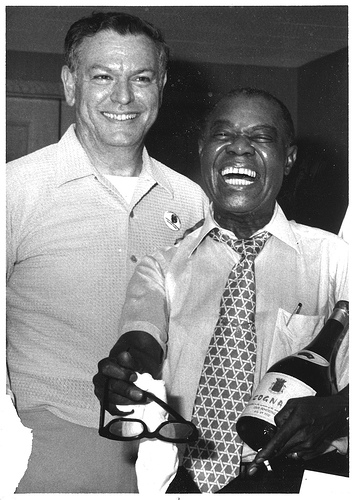
Avec l'historien de jazz Floyd Levin, en 1970.

Les surnoms Satchmo ou Satch proviennent de Satchelmouth (littéralement « bouche-sacoche », en référence à la taille de sa bouche et de ses lèvres abîmées par l'embouchure de sa trompette). En 1932, Percy Brooks, alors rédacteur au magazine Melody Maker, accueille Louis Armstrong à Londres par un « Bonjour Satchmo », raccourcissant Satchelmouth (certains diront que c'était involontaire). Ce surnom lui restera. Plus tôt, il a aussi été connu sous le surnom de Dippermouth (« bouche plongeante »). Ces termes font référence à la manière dont il tenait sa trompette lorsqu'il jouait. Elle était placée sur ses lèvres de telle façon que, lorsqu'il jouait de longues heures, la trompette laissait une empreinte sur sa lèvre supérieure, d'où le terme « Dippermouth ». Cette marque est effectivement visible sur de nombreuses photographies de Louis Armstrong de cette période. Ces problèmes de lèvres l'amèneront à développer son côté chanteur, lors des concerts et dans les enregistrements, étant donné qu'au-delà d'une certaine durée, il ne lui est plus possible de jouer de sa trompette. Toutefois, après avoir mis de côté son instrument pendant un certain temps, il modifiera son style de jeu et poursuivra sa carrière de trompettiste, sans se risquer aux prouesses techniques qu'il réalisait à ses débuts. Ses amis et les musiciens dont il est proche l'appellent « Pops », terme qu'Armstrong utilise lui-même pour s'adresser à ses amis et aux musiciens qu'il côtoie (à l'exception de Pop Foster, qu'Armstrong appelle toujours « George »).
En 1949, il est élu comme « Roi des Zoulous » pour le Mardi Gras de La Nouvelle-Orléans. Traditionnellement, les confréries carnavalesques de la Nouvelle-Orléans sont patronnées par des riches familles blanches et chacune élit une « reine » parmi les débutantes ; celle des Zoulous est créée au début du XXe siècle par les ouvriers de la communauté afro-américaine de la ville. C'est la première fois que celle-ci élit comme « roi » une personnalité extérieure à la ville, ce qui est considéré localement comme un grand honneur. Armstrong participe à la parade avec une satisfaction visible, revêtu de l'attirail traditionnel : peau noircie (blackface), yeux soulignés de blanc, épaisse perruque noire, couronne, tunique de velours rouge ornée de sequins et pagne d'herbes.
Ce rôle en tant que président du carnaval Krewe est perçu comme offensant par certains étrangers. L'apparente insensibilité d'Armstrong au problème racial lors de son apparition en roi des Zoulous a parfois été décrite comme une défaite du musicien. Alors que certains ont vu en lui une personnalité chaleureuse et conviviale, d'autres lui ont reproché de trop vouloir plaire au public blanc et de contribuer aux caricatures des Minstrel shows. Des musiciens critiquent Armstrong parce qu'il joue devant des publics ségrégationistes et parce qu'il ne prend pas assez parti pour le Mouvement des droits civiques, au point que certains ont pu voir en lui un Oncle Tom, l'archétype du noir désireux de plaire aux blancs. Billie Holiday a cependant déclaré à ce sujet : « Bien sûr, Pops est un Tom, mais c'est un Tom qui a du cœur »,.
Armstrong a en fait été l'un des principaux soutiens financiers de Martin Luther King Jr. et d'autres activistes pour les droits civiques, mais il préférait aider discrètement ce mouvement et ne pas mêler ses opinions politiques à son métier de musicien. Il fit cependant quelques exceptions dont la rareté ne donnait que plus de force à ses propos ; la critique qu'il fit d'Eisenhower, président des États-Unis d'Amérique, en le qualifiant de « double face » et de « mou » lors du conflit sur la discrimination à l'école à Little Rock, Arkansas, en 1957, fit la une nationale. En signe de protestation, Armstrong annula une tournée organisée en Union soviétique au nom du département d'État, en disant : « Étant donné la façon dont ils traitent mon peuple dans le Sud, le gouvernement peut aller se faire voir » et qu'il ne pouvait pas représenter les États-Unis à l'étranger alors que ceux-ci étaient en conflit avec leur propre peuple.
C'était un homme généreux dont on disait qu'il avait donné autant d'argent qu'il en avait gardé pour lui-même. Louis Armstrong adopta le fils de sa cousine Flora disparue peu après sa naissance. Il n'a cessé de prendre soin de Clarence Armstrong, handicapé mental, à qui il a assuré une rente à vie.

## Style musical

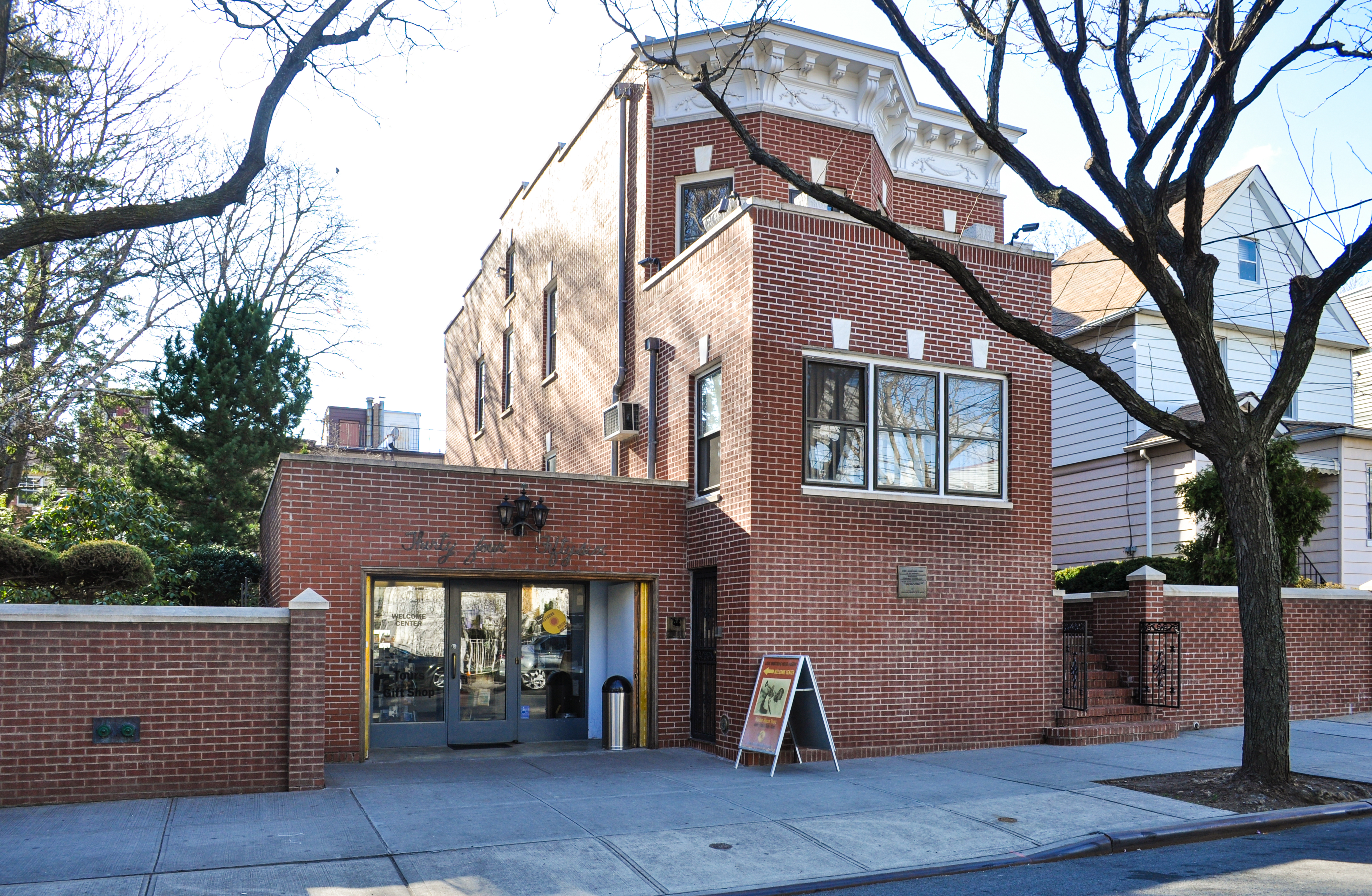
La maison de Louis Armstrong à New York, datant de 1943, devenue musée, classée lieu historique national des États-Unis et monument historique de New York.

À ses débuts, Louis Armstrong était surtout connu pour sa virtuosité au cornet à pistons et à la trompette. La meilleure interprétation de trompette de ses premières années peut être entendue sur ses disques Hot Five, Stomp'in at the Savoy avec Ella Fitzgerald et Hot Seven. Les improvisations sur ces disques de jazz Nouvelle-Orléans et de chansons populaires de l’époque surclassent celles des interprètes de jazz qui lui ont succédé. La génération précédente de musiciens de jazz Nouvelle-Orléans qualifiait leurs improvisations de « variations de la mélodie » ; bien différentes, les improvisations de Louis Armstrong étaient audacieuses et complexes, avec des touches subtiles et mélodiques. Souvent, il réécrivait les fondements des airs pop qu’il jouait, les rendant ainsi intéressants. Sa technique d’interprétation est remplie de mélodies innovantes, joyeuses et inspirées, de bonds créatifs et de rythmes subtilement relâchés ou forts. Le génie de ces morceaux allait de pair avec sa technique musicale, affinée par une pratique continue. Cela enrichit les tons, la tessiture et d’une manière générale les possibilités offertes par la trompette. Dans ces disques, Louis Armstrong créa quasiment à lui seul le rôle de soliste de jazz, en transformant ce qui était à l’origine une musique folklorique collective en un art d’expression individuelle.

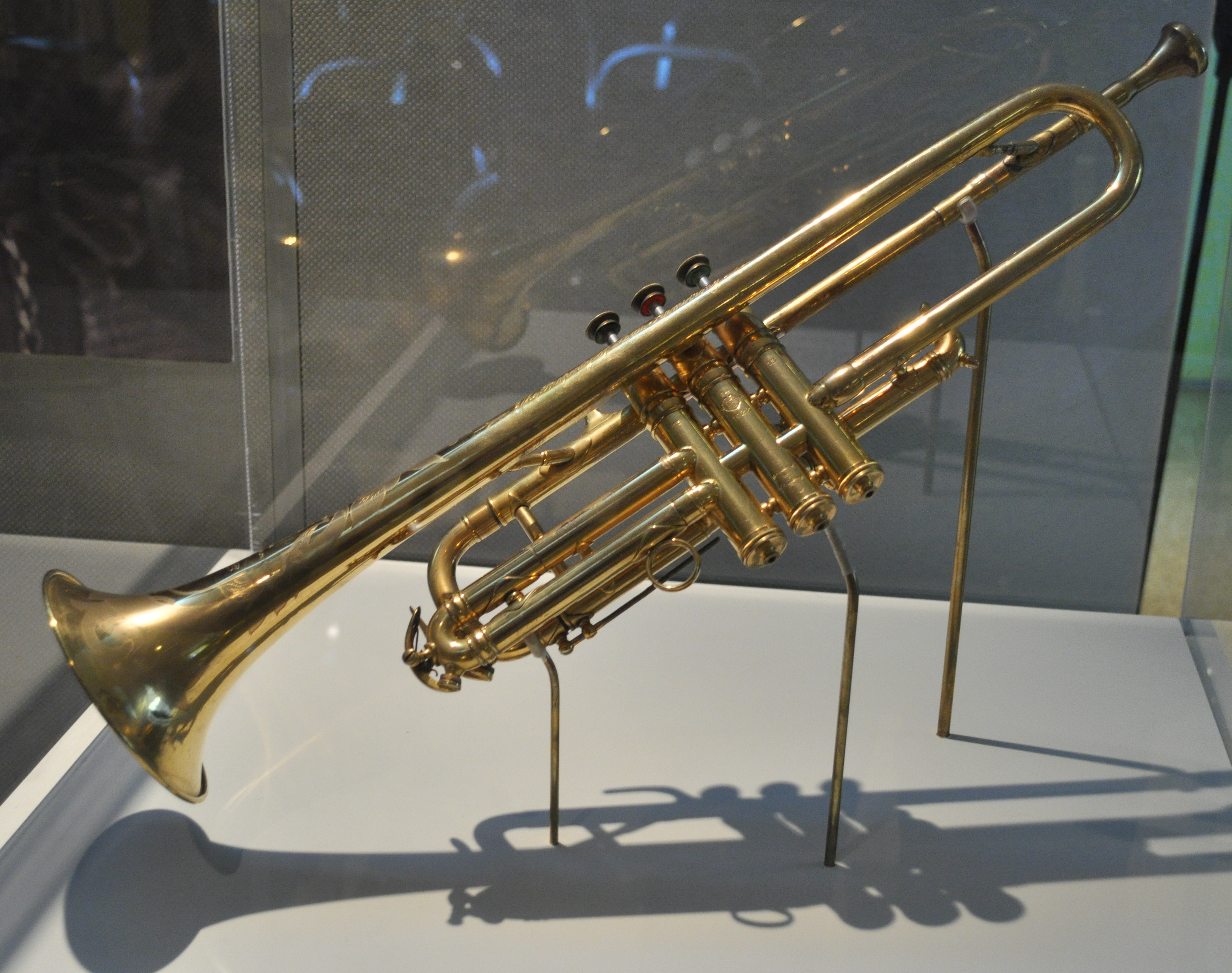
Trompette Selmer, offerte par le roi George V du Royaume-Uni en 1933 (Maison musée de Louis Armstrong).

Les travaux de Louis Armstrong dans les années 1920 le poussèrent à jouer aux limites extrêmes de ses capacités. Particulièrement, les morceaux du disque Hot 5 comportent souvent des fautes mineures et des notes ratées, qui néanmoins diminuent peu le plaisir de l’écoute puisque l’énergie de la prestation spontanée est transmise. Au milieu des années 1930, il atteint une assurance calme, sachant exactement ce qu’il voulait faire et exécutant ses idées à la perfection.
Au fur et à mesure que sa musique progressait et gagnait en popularité, ses chansons devenaient importantes. Armstrong n’était pas le premier à enregistrer du chant scat, mais il l'aida à le populariser. Il eut du succès avec son interprétation et son chant scat sur Heebie Jeebies, et criait « I done forgot the words » au milieu de son enregistrement « I'm A Ding Dong Daddy From Dumas ». De tels disques furent des succès et le chant scat devint une partie essentielle de ses représentations. Longtemps avant, néanmoins, Armstrong s’amusait avec ses chansons, raccourcissant et rallongeant des phrases, plaçant des improvisations, utilisant sa voix d’une manière aussi créative que sa trompette.
Durant sa longue carrière, il joua et chanta avec les plus importants instrumentistes et chanteurs, parmi lesquels le singing brakeman Jimmie Rodgers, Bing Crosby, Duke Ellington, Fats Waller, Fletcher Henderson, Bessie Smith et Ella Fitzgerald. Son influence sur Bing Crosby est particulièrement importante étant donné le développement ultérieur de la musique populaire : Crosby admirait et copiait Armstrong, comme on peut le constater sur beaucoup de ses premiers enregistrements, notamment « Just One More Chance » (1931). Le New Grove Dictionary of Jazz décrit la dette de Crosby envers Armstrong en détail, bien qu’il ne désigne pas explicitement Armstrong :

« Crosby... a joué un rôle important dans l'introduction, dans le courant dominant du chant populaire, d'une conception afro-américaine de la chanson comme extension lyrique de la parole... Ses techniques - alléger le poids du souffle sur les cordes vocales, passer à une voix de tête dans un registre grave, utiliser la production vers l'avant pour favoriser une énonciation distincte, chanter sur les consonnes (une pratique des chanteurs noirs), et faire un usage discret des appoggiatures, des mordants et des liaisons pour souligner le texte - ont été imitées par presque tous les chanteurs populaires ultérieurs". »

Armstrong enregistra trois albums avec Ella Fitzgerald: Ella and Louis, Ella and Louis Again, et Porgy and Bess pour Verve Records. Ses enregistrements Satch Plays Fats, toutes les mélodies de Fats Waller, et Louis Armstrong Plays W.C. Handy dans les années 1950 étaient peut-être les dernières de ses grands enregistrements créatifs, mais même les étrangetés comme Disney Songs the Satchmo Way ont leurs moments musicaux. Sa production tardive a été fortement critiquée pour être simpliste ou répétitive.
Armstrong eut beaucoup de morceaux à succès, notamment C'est si bon, Stardust, What a Wonderful World, When the Saints Go Marching In, Dream a Little Dream of Me, Ain't Misbehavin’, et Stompin' at the Savoy. We Have All the Time in the World figurait sur la bande son du film James Bond Au service secret de Sa Majesté, et bénéficia d'une popularité renouvelée au Royaume-Uni en 1994 quand il figura sur une publicité pour Guinness, atteignit la 3e place dans les hit-parades des rééditions.
En 1964, Armstrong fit chuter les Beatles du top du hit-parade « Billboard Hot 100 » avec Hello, Dolly !, qui donna à l’interprète de 63 ans le record aux États-Unis de l'artiste le plus âgé à avoir un titre au top du classement. En 1968, Armstrong remporta un dernier succès populaire au Royaume-Uni avec la chanson sentimentale What a Wonderful World, qui fut premier aux hits-parades britanniques pendant un mois ; néanmoins, le single ne fut pas du tout un succès en Amérique. La chanson devint populaire quand elle fut utilisée en 1987 dans le film Good Morning, Vietnam, sa réédition s'élevant au sommet des hit-parades dans de nombreux pays.
Armstrong appréciait différents styles de musique, du blues le plus direct aux doux et sirupeux arrangements de Guy Lombardo, en passant par les chansons folkloriques latino-américaines, les symphonies classiques et l’opéra. Il intégra toutes ces influences dans ses interprétations, rendant parfois perplexes ses fans qui auraient préféré qu’il restât dans un style plus conventionnel. Cependant, il n'appréciait pas le mouvement bop et ses successeurs. Armstrong fait partie du « Rock and Roll Hall of Fame » en tant qu'influence majeure.

### Timbre de voix

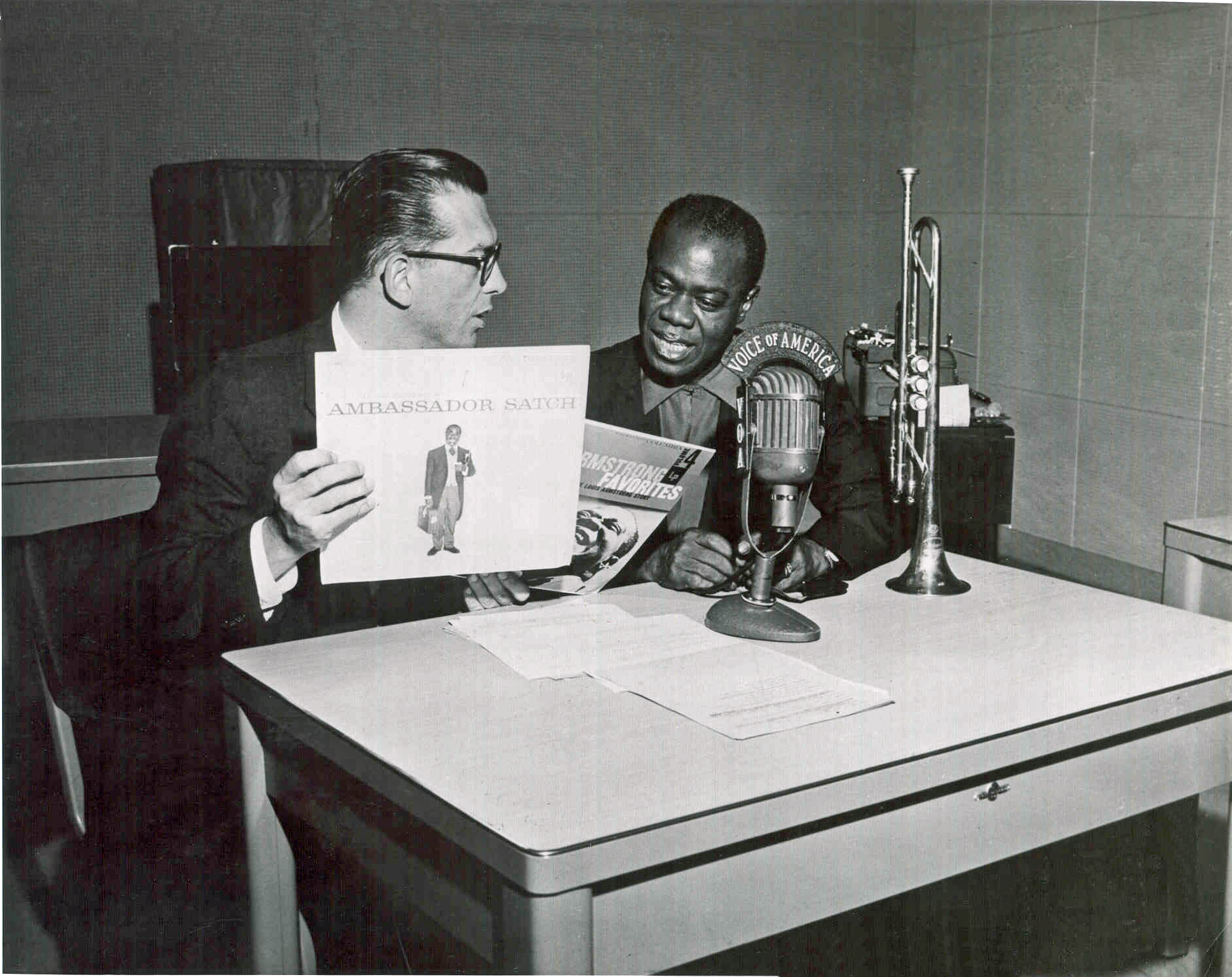
Avec le producteur de jazz Willis Conover du Willis Conover's Studio, et son album Ambassador Satch de 1956.

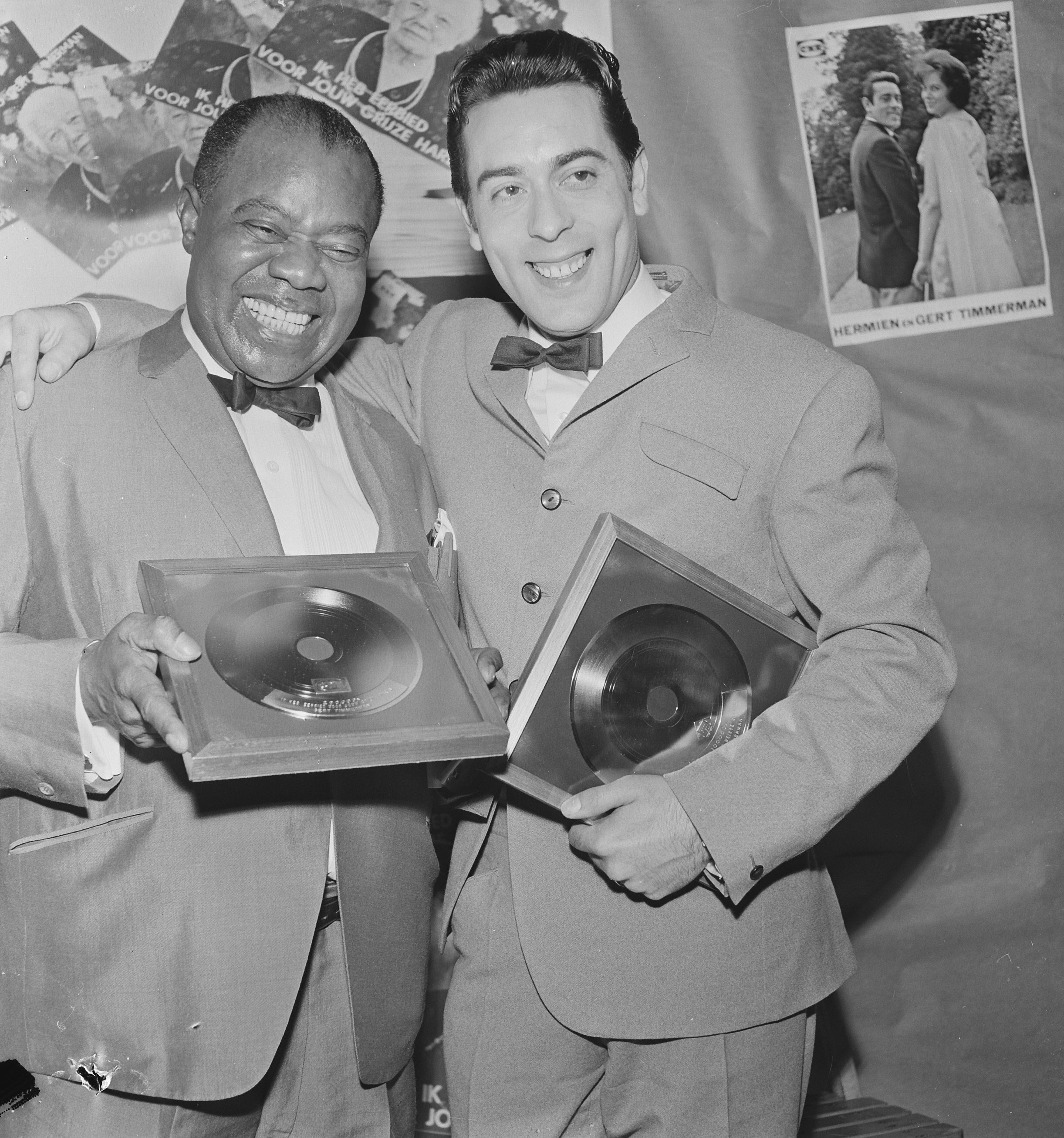
En compagnie du chanteur néerlandais Gert Timmerman quand celui-ci reçoit un disque d'or et un de diamant en 1965.

Au niveau du larynx, les cordes vocales sont surplombées par deux ligaments vestibulaires, appelés également « fausses cordes vocales ». Chez l'être humain, leur rôle a une fonction protectrice des cordes vocales et n'a qu'un intérêt phonatoire restreint. La voix si particulière de Louis Armstrong était due à un œdème et à l'hypertrophie de ces fausses cordes vocales. Jouer de la trompette  aggravait ces pathologies.

### Discographie sélective
- The Best of the Hot 5 and 7 recordings, Columbia, 1925-1927
- The Quintessence, Frémeaux & Associés/Night & Day 1925/1940
- Ella and Louis, Verve, 1957
- Louis and the Good Book, MCA, 1958
- Louis Armstrong & Ella Fitzgerald, Porgy and Bess, Verve, 1958
- Louis Armstrong & Duke Ellington, The Complete Sessions, 1961
- What a Wonderful World
- When you're smiling
- La Vie en rose 1950
- C'est si bon
- Summertime avec Ella Fitzgerald
- Cheek to Cheek (chanson)
- We Have All the Time in the World, thème romantique du sixième film James Bond : Au service secret de Sa Majesté, 1969 (réutilisé depuis dans le film Mourir peut attendre en 2021)
- Go down Moses, 1996
- When the Saints Go Marching In, reprise d'un chant populaire noir-américaine, 1930

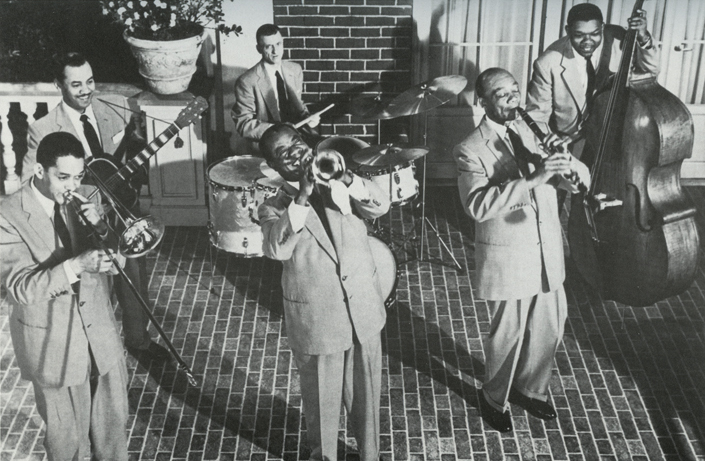
Dans le film musical Haute Société de 1956.

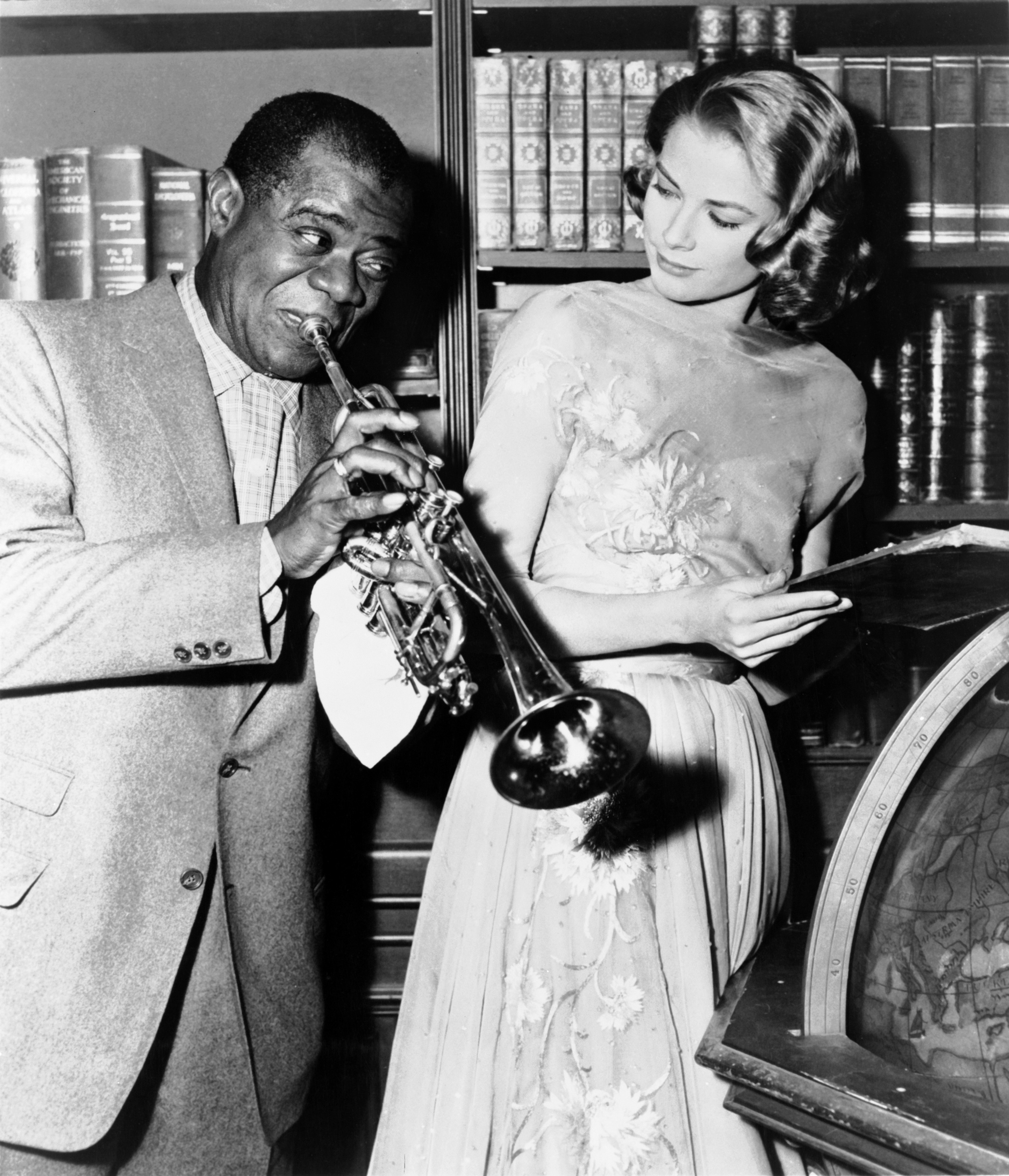
Avec Grace Kelly dans le film musical Haute Société de 1956.

## Filmographie musicale
(dans son propre rôle)
- 1937 : Artistes et Modèles (Artists & Models) de Raoul Walsh
- 1937 : Fifi peau de pêche (Every Day's a Holiday) d'A. Edward Sutherland
- 1938 : Doctor Rhythm de Frank Tuttle
- 1945 : Pillow to Post de Vincent Sherman
- 1947 : La Nouvelle-Orléans (en) (New Orleans) d'Arthur Lubin avec Billie Holiday
- 1951 : Le Cabaret du soleil couchant (The Strip) de László Kardos
- 1953 : Romance inachevée (The Glenn Miller Story) d'Anthony Mann
- 1953 : La Route du bonheur (film franco-italien) de Maurice Labro
- 1956 : Haute Société (High Society) de Charles Walters
- 1957 : Satchmo the Great (en) d'Edward R. Murrow
- 1959 : Millionnaire de cinq sous (The Five Pennies) de Melville Shavelson
- 1961 : Paris Blues de Martin Ritt
- 1969 : Hello, Dolly ! de Gene Kelly
- 1969 : L'Aventure du jazz (L'Aventure du jazz) de Louis Panassié (voix)

## Hommages

### Musique

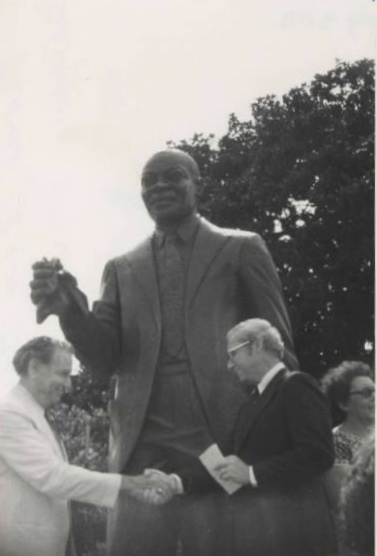
L'historien du jazz Floyd Leven (à gauche) serre la main du maire de la Nouvelle-Orléans Moon Landrieu (au centre à droite) lors de l'inauguration de la statue de Louis Armstrong, conçue par la sculptrice Elizabeth Catlett (à l'extrême droite), Nouvelle Orléans (1976).

Miles Davis rendit un hommage à Armstrong dans cette célèbre phrase : 

« Dès qu'on souffle dans un instrument, on sait qu'on ne pourra rien en sortir que Louis n'ait déjà fait. »

Le chanteur John Scatman lui rend hommage dans sa chanson Everybody Jam!.
Claude Nougaro lui rend hommage dans sa chanson Armstrong, qui reprend la mélodie de Go Down Moses.
Le musicien Irakli est le plus grand spécialiste français d'Armstrong, il lui rend hommage depuis plus de 30 ans.
La clarinettiste de jazz Doreen Ketchens est surnommée « Lady Louis » ou la « Female Louis Armstrong ».

### Romans
Louis Armstrong est un des personnages du roman policier de Ray Celestin : The Axeman’s Jazz (2014) Carnaval, Le Cherche midi, coll. « Thrillers » (2015)  (ISBN 978-2-7491-4195-4), réédition Le Grand livre du mois (2015)  (ISBN 978-2-286-12339-0), réédition 10-18, coll. « Grands Détectives » no 5074 (2016)  (ISBN 978-2-264-06631-2)

### Lieux
- Parc Louis Armstrong de La Nouvelle-Orléans
- Aéroport international Louis Armstrong de La Nouvelle-Orléans (principal aéroport de La Nouvelle-Orléans, baptisé de son nom en sa mémoire)
- Maison musée de Louis Armstrong de New York (sa maison de New York, classée lieu historique national des États-Unis, et monument historique de New York)
- Cimetière de Flushing de New York (où il repose)
- Place Louis-Armstrong à Paris et jardin de la place Louis-Armstrong
- Étoile à son nom sur le Walk of Fame d'Hollywood Boulevard de Los Angeles
- Un astéroïde est nommé (9179) Satchmo en son honneur.

#### Bases de données et dictionnaires
- (en) Site officiel
- Ressources relatives à la musique :   - International Music Score Library Project
  - All About Jazz
  - AllMusic
  - Bayerisches Musiker-Lexikon Online
  - Billboard
  - Carnegie Hall
  - Discografia Nazionale della Canzone Italiana
  - Discography of American Historical Recordings
  - Discogs
  - Grove Music Online
  - Last.fm
  - MusicBrainz
  - Muziekweb
  - Rate Your Music
  - Répertoire international des sources musicales
  - Rock Hall of Fame
  - Songkick
- Ressources relatives à l'audiovisuel :   - AllMovie
  - Allociné
  - Disney A to Z
  - Filmportal
  - IMDb
- Ressources relatives au spectacle :   - Archives suisses des arts de la scène
  - Les Archives du spectacle
  - Internet Broadway Database
- Ressources relatives aux beaux-arts :   - MutualArt
  - National Portrait Gallery
  - Union List of Artist Names
- Ressource relative à la santé :   - Bibliothèque interuniversitaire de santé
- Ressource relative à plusieurs domaines :   - Radio France
- Ressource relative à la bande dessinée :   - Comic Vine
- Ressource relative à la recherche :   - Isidore
- Notices dans des dictionnaires ou encyclopédies généralistes :   - American National Biography
  - BlackPast
  - Britannica
  - Brockhaus
  - Den Store Danske Encyklopædi
  - Deutsche Biographie
  - Enciclopedia De Agostini
  - Gran Enciclopèdia Catalana
  - Hrvatska Enciklopedija
  - Internetowa encyklopedia PWN
  - Larousse
  - Nationalencyklopedin
  - Munzinger
  - Proleksis enciklopedija
  - Store norske leksikon
  - Treccani
  - Universalis
  - Visuotinė lietuvių enciklopedija
- Notices d'autorité :   - VIAF
  - ISNI
  - BnF (données)
  - IdRef
  - LCCN
  - GND
  - Italie
  - Japon
  - CiNii
  - Espagne
  - Belgique
  - Pays-Bas
  - Pologne
  - Israël
  - NUKAT
  - Catalogne
  - Suède
  - Vatican